# Зейдлиц-Курцбах, Вальтер фон
Вальтер фон Зейдлиц-Курцбах (нем. Walther Kurt von Seydlitz-Kurzbach; 22 августа 1888, Гамбург-Эппендорф — 28 апреля 1976, Бремен) — немецкий военный и политический деятель, генерал артиллерии (с 1 июня 1942). В ходе Сталинградской битвы был взят в плен, после чего изменил присяге и согласился сотрудничать с СССР для возможного свержения Гитлера. Стал одним из организаторов Национального комитета «Свободная Германия» (НКСГ) и входившего в него Союза немецких офицеров — антифашистских организаций, формируемых в СССР главным образом из пленных немецких военнослужащих. НКСГ занимался пропагандой и формировал небольшие группы для вооружённой борьбы, сам Зейдлиц-Курцбах принимал участие только в пропаганде; его предложение создать полноценную армию из немецких военнопленных было отклонено.

## Семья
Происходит из силезского дворянского рода фон Зейдлиц. Родился в семье гауптмана (капитана), ставшего позже генерал-лейтенантом, Александра фон Зейдлиц-Курцбаха; был в семье третьим из десяти детей. Двое его братьев погибли на фронтах Первой мировой войны: старший, Генрих, погиб в 1914 году; другой, Вольфганг, погиб в 1916 во время битвы на реке Сомме, в которой участвовал и Вальтер.
Жена Вальтера фон Зейдлиц-Курцбаха — Ингеборг, урождённая Барт; в их семье было четыре дочери.

## Военная служба
18 сентября 1908 года вступил в армию в чине фаненюнкера. Прошёл военное обучение в Данциге и в военной академии в Ганновере. С 27 января 1910 года — лейтенант, служил в 36-м (2-м Западно-Прусском) полку полевой артиллерии, расквартированном в Данциге.

### Участие в Первой мировой войне
Участник Первой мировой войны. В 1914—1915 годах сражался на Восточном фронте, в 1914 году в битве у Гумбиненна был трижды ранен, потерял указательный палец левой руки. С января 1915 года — обер-лейтенант. В июле 1915 года ранен в четвёртый раз — в левую стопу. Осенью 1915 года вместе со своим полком был переведён на Западный фронт, где участвовал в битве на Сомме (1916), в Ипрском сражении (1917), в сражении во Фландрии (1917), в окопной войне в районе Сен-Кантена (1917—1918), в «наступлении Людендорфа» (1918). С апреля 1917 года — капитан, занимал должности адъютанта батальона, полка и штаба артиллерии 36-й пехотной дивизии. Награждён Железным крестом 1-го и 2-го классов, орденом Дома Гогенцоллернов, Ганзейским крестом и серебряным знаком за ранения.

### Служба в межвоенный период
Был известен как страстный наездник, участвовал в скачках. С 1919 года был командиром батареи. В 1920 году его полк был переименован во 2-й артиллерийский и переведён в Шверин. Его командиром в полку был будущий главнокомандующий сухопутными войсками барон Вернер фон Фрич, который пользовался большим уважением Зейдлиц-Курцбаха, продолжавшего служить в полку в должности полкового адъютанта.
В 1929—1933 годах был адъютантом в управлении вооружений военного министерства в Берлине. С 1930 года — майор, с 1933 — командир 4-го горнострелкового батальона 6-го артиллерийского полка, расквартированного в городе Верден-на-Аллере в Нижней Саксонии. С 1934 года — оберст-лейтенант (подполковник), с 1 апреля 1936 — оберст (полковник) и командир своего полка, переименованного в 22-й артиллерийский.

### Участие во Второй мировой войне
Вторую мировую войну начал на границе с Нидерландами, где с 20 сентября 1939 года командовал артиллерийской частью 102. С 1 декабря 1939 года — генерал-майор, с марта 1940 — командир 12-й Мекленбургской пехотной дивизии. В мае 1940 года во время французской компании дивизия участвовала в прорыве «линии Мажино» восточнее Трелона, а в июне форсировал Сомму. 15 августа 1940 года Зейдлиц-Курцбах был награждён Рыцарским Железным крестом. До декабря 1940 дивизия оставалась во Франции, до мая 1941 года находилась в Нидерландах, а затем была переброшена в Польшу.
С 22 июня 1941 года участвовал в боевых действиях на Восточном фронте, отличился во время окружения Невеля, сыграл ведущую роль в предотвращении прорыва советских войск в районе Холма. 31 декабря 1941 года награждён Дубовыми листьями к Рыцарскому Железному кресту (№ 54) и произведён в генерал-лейтенанты. 1 января 1942 года переведён в резерв фюрера. Был членом военного трибунала, судившего бывшего командира корпуса генерала Ханса фон Шпонека, обвинённого в отступлении без приказа. Был противником смертного приговора, который был вынесен генералу; существует предположение, что его позиция повлияла на решение Адольфа Гитлера заменить этот приговор шестью годами заключения (впрочем, после неудачи покушения на Гитлера в 1944 году Шпонек был расстрелян).
В марте 1942 года вернулся на Восточный фронт, сформировал из 5-й егерской, 8-й егерской и 329-й пехотной дивизий боевую группу под своим командованием, перед которой была поставлена задача деблокировать 2-й армейский корпус (командир — генерал Вальтер граф фон Брокдорф-Алефельд), попавший в окружение под Демянском. Операция получила кодовое название «Наводка моста» (Brückenschlag). В боях также участвовала 18-я моторизованная дивизия, а окружённые войска нанесли удар изнутри «котла». В апреле данная задача была выполнена, однако Гитлер, несмотря на возражения Зейдлиц-Курцбаха, отказался вывести части 2-го корпуса с Демянского выступа.

#### Сталинград
8 мая 1942 года Зейдлиц-Курцбах был назначен командиром 51-го корпуса, входившего в состав 6-й армии генерала Фридриха Паулюса. Успешно действовал во втором сражении за Харьков, завершившемся окружением советской группировки войск.

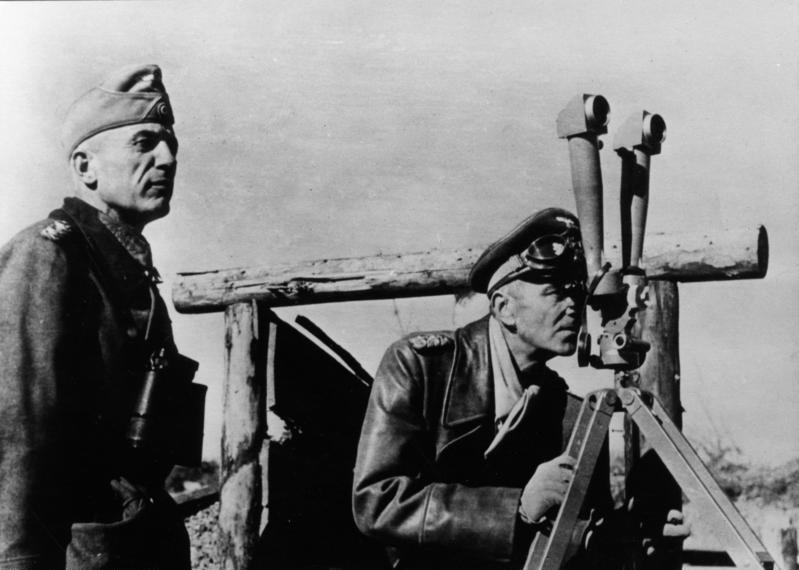
Вальтер фон Зейдлиц-Курцбах (слева) и Фридрих Паулюс на Восточном фронте. 1942 г.

Во время Сталинградской битвы 51-й армейский корпус после тяжёлых боёв взял Мамаев курган (13 сентября) и спустя неделю вышел к Волге. Однако это были последние успехи немецких войск в этой битве. Уже в начале ноября 1942 года Зейдлиц-Курцбах, понимая возможность окружения, обратился к Паулюсу с предложением вывести из боёв две танковые дивизии, отвести их в тыл и усилить, чтобы использовать их для срыва контрнаступления Советской армии. Однако Паулюс ответил отказом.
Вскоре после окружения 6-й армии 21 ноября выступил за немедленный прорыв из окружения, но и в этом случае не был поддержан Паулюсом, который выполнял приказ Гитлера, запрещавший прорыв. 24 ноября по собственной инициативе отвёл большую часть корпуса на юг для подготовки прорыва. 25 ноября представил Паулюсу официальный рапорт, в котором совершенно точно предсказал и судьбу попыток сопротивляться в окружении и иллюзорность снабжения окруженной армии по воздуху и провал попыток деблокады, которые в лучшем случае могут быть предприняты не ранее чем через месяц — а во избежание гибели армии предлагал немедленно повести армию на прорыв. 27 ноября объявил, что приказал подчинённым уничтожить всё лишнее снаряжение (начав с собственного имущества) и быть готовым к прорыву, однако Паулюс вновь запретил идти на этот шаг, а наступление, предпринятое только частью окружённых войск, было обречено на провал. Не желая отказываться от своего плана, обратился с просьбой к командующему группой армий «Б» генералу Максимилиану фон Вейхсу отдать приказ о прорыве, заявив: «Бездействовать в такой ситуации с военной точки зрения преступно. Это преступно и по отношению к германскому народу». Ответа на это обращение, направленное в обход непосредственного начальника (Паулюса), не последовало.
25 января 1943 года, посчитав, что немецкие войска исчерпали возможности к сопротивлению, предложил Паулюсу отдать приказ о капитуляции. После его отказа обнародовал собственный приказ, разрешавший командирам полков и батальонов сдаваться в плен без особого разрешения. В ответ Паулюс подчинил Зейдлиц-Курцбаха командиру 8-го корпуса генералу Вальтеру Гейтцу, который издал приказ противоположного содержания. 31 января Зейдлиц-Курцбах был взят в плен вместе со штабом своего корпуса. Сопротивления не оказал.

## Глава «Союза немецких офицеров»

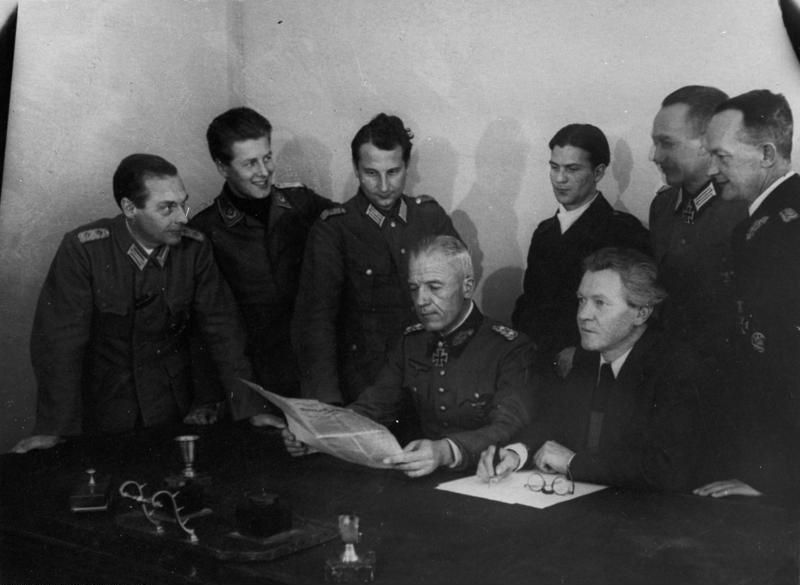
Заседание комитета «Свободная Германия». Слева направо за столом сидят Вальтер фон Зейдлиц и Эрих Вайнерт — президент комитета.

Находясь в лагере военнопленных, принял решение пойти на сотрудничество с советскими властями с целью содействия свержению Гитлера, которого он считал виновным в гибели 6-й армии. Полагал, что воинская присяга была принесена им и другими военнослужащими на верность Германии, а не Гитлеру, а сам фюрер нарушил её, предав своих солдат под Сталинградом. В 1943 такие взгляды разделяли лишь несколько немецких генералов, оказавшихся в советском плену — Эдлер Александр фон Даниэльс, Отто Корфес, Мартин Латтман. 12 сентября 1943 на учредительной конференции в Лунево был избран председателем Союза немецких офицеров, входившего в Национального комитета «Свободная Германия» (НКСГ), действовавших под советским контролем. Эти организации формировались главным образом из немецких военнопленных в СССР, также из уехавших в СССР членов Коммунистической партии Германии (КПГ), главной своей целью они объявили свержение Гитлера. Изначально руководители КПГ не играли первостепенной роли в работе НКСГ, но их влияние постепенно увеличивалось. На первых порах НКСГ занимался только пропагандистской деятельностью.

Зейдлиц неоднократно обращался к немецким военачальникам с призывом выступить против Гитлера или сложить оружие (в зависимости от ситуации на конкретном участке фронта содержание призывов менялось). Примером такой деятельности Зейдлиц-Курцбаха может служить его письмо командующему 9-й армией генералу Вальтеру Моделю, в котором, в частности, говорилось: 

Господин генерал-полковник, действуйте в соответствии с вашим пониманием вещей. Как и все мы, командующие соединениями и частями германского вермахта, вы несёте всю тяжесть ответственности за судьбу Германии. Заставьте Адольфа Гитлера уйти в отставку! Покиньте русскую землю и отведите Восточную армию назад на германские границы! Таким решением вы создали бы политические предпосылки для почётного мира, который даст немецкому народу права свободной нации. Такое деяние при условии окончания войны возымеет решающее значение для дальнейшей судьбы Германии. Это больше, чем то, на что мы можем надеяться в нашем сегодняшнем положении. Но всё будет потеряно и всякая надежда исчезнет, если Адольф Гитлер с вашей помощью сможет продолжать войну и, как и прежде, увлекать немецкий народ за собой в неминуемую пропасть.

Самой крупной акцией, в которую Зейдлиц-Курцбах был вовлечён как лидер НКСГ, было его участие в Корсунь-Шевченковской операции, когда Зейдлиц-Курцбах и его соратники из НКСГ призывали немцев сдаться РККА: Зейдлиц-Курцбах для этого лично обращался к немецким командирам во время операции и занялся установлением с ними связи, затем руководители организации обратились к немецким войскам через репродукторы и радио. Сотрудники НКСГ были отправлены к немецким солдатам для распространения среди них пропагандистских листовок, которые служили пропусками в плен, показывающими, что сдача в плен является добровольной и что предъявители должны быть сразу переданы НКСГ. Операция прошла относительно успешно, и из 18 200 пленных немцев каждый третий предъявил листовку НКСГ. Эта организация также формировала из добровольцев среди военнопленных небольшие вооружённые группы, которые впоследствии вели пропагандистские, диверсионные, разведывательные и боевые действия в тылу вермахта. При отправке первой такой группы Зейдлиц-Курцбах лично с ней попрощался, а она перед ним принесла присягу, но фактически эти группы ему не подчинялись, и когда Зейдлиц-Курцбах одобрял создание таких групп, они использовались главным образом для пропаганды, а к моменту использования этих групп для прямой борьбы с вермахтом его влияние было сведено к минимуму. В Германии был распространён миф, будто Зейдлиц-Курцбах (деятельность НКСГ связывалась прежде всего с его личностью) не ограничивается пропагандой и смог создать из военнопленных реальную армию, которая будто бы должна на территории Германии должна создать коммунистическое правительство; этот миф был известен и Гитлеру, и среди его планов было использовать его для создания конфликта между Западом и СССР.
26 апреля 1944 года военный суд Дрездена заочно приговорил Зейдлиц-Курцбаха к смертной казни по обвинению в государственной измене. Его жена была вынуждена оформить развод с мужем, чтобы избежать репрессий в рамках Sippenhaft.
Советские власти изначально рассматривали «Союз немецких офицеров» и НКСГ как пропагандистский инструмент и не поддержали предложение Зейдлиц-Курцбаха признать НКСГ в качестве немецкого правительства за рубежом и сформировать военные части из немецких военнопленных для их возможного участия в войне на стороне СССР. Д. Мануильский в письме сотруднику аппарата Молотова писал, что за предложениями Зейдлица стоит желание генералов Комитета разобщить союзников, «прибрать к рукам» НКСГ, установить в Германии «генеральскую диктатуру» и страх заслуженного возмездия. С приближением окончания войны к «Союзу немецких офицеров» присоединилось значительное количество находившихся в плену офицеров и военачальников, летом 1944 года это сделал и Паулюс.
Просоветская деятельность Вальтера фон Зейдлиц-Курцбаха не спасла, однако, в 1945 году мавзолей его дальнего родственника генерала Фридриха Вильгельма фон Зейдлиц-Курцбаха в Силезии от разрушения войсками Красной Армии, а тело - от осквернения советскими солдатами.

## Узник советской тюрьмы
После окончания войны Союз немецких офицеров был распущен (2 ноября 1945), а его главе, в благонадёжности которого власти СССР не были уверены, не разрешили вернуться на родину. Некоторое время он содержался на подмосковной даче, где консультировал создателей фильма «Сталинградская битва», а также по заданию военно-исторического управления Генштаба СССР написал воспоминания о ходе боёв на советско-германском фронте.
В январе 1949 года Вальтер фон Зейдлиц подал заявление о репатриации в советскую зону оккупации Германии, чтобы «работать там на хозяйственной работе, предпочтительно по коневодству» и выразил желание взять туда свою семью, проживавшую в английской зоне в городе Ферден. Согласие на репатриацию Зейдлица дали генерал Василий Чуйков и руководство СЕПГ. Однако в судьбу фон Зейдлица вмешался Паулюс, который 15 ноября 1949 года направил первому заместителю начальника ГУПВИ письмо, в котором указывал следующее:

В ходе… беседы и связанных с ней разговоров с генералом фон Зайдлицем у меня создалось впечатление, что при репатриации его в восточную зону могут возникнуть такие затруднения, которые поставят под вопрос целесообразность этого мероприятия. Согласно неоднократным заявлениям генерала фон Зайдлица, его семья настолько связана с тем городом, в котором она в настоящее время проживает (гор. Ферден — английская зона), и со своими родственниками и друзьями, находящимися исключительно в западной зоне, что ему (Зайдлицу) будет исключительно трудно склонить свою семью к переезду в восточную зону. Сможет ли Зайдлиц … при любых условиях остаться в восточной зоне, убедить свою жену в правильности этого решения, представляется мне … мало вероятным. Между тем человек с разладом в душе … не в состоянии продолжительное время делать плодотворную работу. Это должно рано или поздно привести к срыву. Если я до сих пор старался влиять на генерала фон Зайдлица с тем, чтобы укрепить в нём желание работать в восточной зоне, то я также исходил из того соображения, что при возвращении в западные зоны с ним, как с политически уязвимым лицом, могут произойти нежелательные осложнения. Такая опасность, конечно, существует; но я считаю её гораздо менее значительной, чем вред, который будет причинен в случае, если работа фон Зайдлица в восточной зоне кончится срывом, то есть, если он в один прекрасный день заявит: «Я больше не могу здесь оставаться». Я считаю своей обязанностью ознакомить Вас с этим положением вещей как в интересах дела, так и в интересах самого моего товарища.
Пока рассматривалась просьба фон Зейдлица, был юридически решён вопрос о суде над остававшимися в советском плену немецкими генералами. 17 марта 1950 года были утверждены два строго секретных Постановления Совета Министров СССР № 1108-396сс и № 1109-397сс, которые предписывали освободить из плена и репатриировать 23 генерала, а остальных привлечь к уголовной ответственности по Указу от 19 апреля 1943 года, разделив их на три группы (по каждой был отдельный список):
- Список № 1 «Военные преступники, совершившие зверства на временно оккупированной территории СССР» — 51 человек;
- Список № 2 «Генералы, реакционно реваншистски настроенные» — 59 человек;
- Список № 3 «Сотрудники карательных, разведывательных, полицейских органов и частей СС» — 9 человек.

24 мая 1950 года фон Зейдлиц был арестован, помещён в Бутырскую тюрьму и обвинён в преступлениях, предусмотренных статьёй первой Указа Президиума Верховного Совета СССР от 19 апреля 1943 года. Основными свидетелями по делу фон Зейдлица были пленные немецкие генералы фон Колани и Бек-Беренс. Бек-Беренс показал, что как начальник штаба 16-й армии отдавал преступные приказы, а командир 12-й пехотной дивизии Зейдлиц их преступно выполнял. Ознакомившись с обвинительным заключением, Зейдлиц сказал сокамернику (немецкому офицеру): «На суде я скажу всю правду, выступлю как Георгий Димитров».
Дело Зейдлица было рассмотрено за один день (8 июля 1950 года) в закрытом судебном заседании военного трибунала войск МВД Московского военного округа без свидетелей, причём быстро: судебное заседание открылось в 11:35, а приговор (25 лет) был оглашён в 15:55. Услышав приговор, Зейдлиц сказал: «Лучше бы я сразу умер».
Некоторое время находился в Новочеркасской тюрьме. По собственным воспоминаниям, был заключён в одиночную камеру и подвергался психологическим пыткам. Яркий электрический свет горел в его камере 24 часа в сутки в течение четырёх лет. 26 ноября 1954 года у генерала случился нервный срыв, после чего он был переведён в Бутырскую тюрьму в Москве, а условия его содержания под стражей были смягчены.

## Репатриация и жизнь в ФРГ
Был освобождён из-под стражи 4 октября 1955 года после визита в Москву канцлера ФРГ Конрада Аденауэра, следствием которого явилось освобождение из советских мест заключения немецких граждан, осуждённых за военные преступления. Вернулся в ФРГ, где воссоединился с семьёй. Перед возвращением написал благодарственное письмо председателю Президиума Верховного совета СССР Клименту Ворошилову, в котором сообщил:

Завтра, покидая территорию Советского Союза, я испытываю глубокую потребность выразить свою сердечную благодарность Верховному Совету СССР за всё то хорошее, что я здесь пережил и узнал за время моего более чем 12-летнего пребывания.
Большинство старых друзей игнорировали его, считая предателем. В 1956 году суд ФРГ официально отменил вынесенный ему смертный приговор, мотивировав своё решение «отсутствием доказательств, что осуждённый действовал по низменным побуждениям», а также учтя, что генерал «по преимуществу, руководствовался… враждебным отношением к национал-социализму». В издаваемой в СССР исторической литературе деятельность Союза немецких офицеров как антифашистской организации оценивалась положительно, но о драматической послевоенной судьбе его председателя ничего не сообщалось.
Последние годы жил в уединении. Умер в 1975 г. в возрасте 87 лет в г. Бремен.
Спустя два десятилетия после его смерти (23 апреля 1996 года) был официально реабилитирован Генеральной прокуратурой Российской Федерации.

## Награды
- Железный крест (1914) 2-го и 1-го класса
- Королевский орден Дома Гогенцоллернов рыцарский крест с мечами
- Ганзейский крест Гамбурга
- Нагрудный знак «За ранение» (1918) в серебре
- Почётный крест Первой мировой войны 1914/1918 с мечами (1934)
- Медаль «За выслугу лет в вермахте» с 4-го по 1-й класс
- Пряжка к Железному кресту 2-го класса (17 мая 1940)
- Пряжка к Железному кресту 1-го класса (22 мая 1940)
- Рыцарский крест железного креста с дубовыми листьями
  - Рыцарский крест (15 августа 1940)
  - Дубовые листья (№ 54) (31 декабря 1941)

## Мемуары
Stalingrad – Konflikt und Konsequenz. Erinnerungen. — Stalling, Oldenburg, 1977.

### Комментарии
1. ↑  На две недели раньше (23 августа) достигла Волги в районе Сталинграда 16-я танковая дивизия

### Сноски
1. ↑  Документ опубликован полностью: К истории битвы на Волге (документы немецкого командования). // Военно-исторический журнал. — 1963. — № 2. — С.76-81.
2. 1 2  Biddiscombe, Perry (February 2004). "Freies Deutschland" Guerrilla Warfare in East Prussia, 1944-1945: A Contribution to the History of the German Resistance. German Studies Review. 27 (1): 45–62. doi:10.2307/1433548. JSTOR 1433548.
3. ↑  Kai Schoenhals. The Free Germany Movement: A Case of Patriotism Or Treason?. — 1989. — ISBN 9780313263903.
4. ↑  Вилли Вольф. На стороне Красной армии. Пер. с нем. Ю. Чупрова. М., Воениздат, 1976.
5. 1 2  Family Punishment in Nazi Germany: Sippenhaft, Terror and Myth - R. Loeffel - Google Books
6. ↑  Письмо Д.Мануильского сотруднику аппарата Молотова Н.Баскакову относительно меморандума генерала В.Зейдлица. 13 марта 1944 г
7. ↑  Christoph J. Eppler. Sieger, Säbel und Besiegte: Von der Somme bis Syrien. Kritisches zum Krieg und zum Kreuzzug gegen die Frauen. - München: utzerlag, 2019. - S. 121-122.
8. 1 2  Хавкин Б. Л. Немецкое антигитлеровское Сопротивление 1933—1945 гг. как фактор международных отношений. Дисс… докт. ист. наук. — М., 2015. — С. 210.
9. ↑  Хавкин Б. Л. Немецкое антигитлеровское Сопротивление 1933—1945 гг. как фактор международных отношений. Дисс… докт. ист. наук. — М., 2015. — С. 210—211.
10. 1 2  Хавкин Б. Л. Немецкое антигитлеровское Сопротивление 1933—1945 гг. как фактор международных отношений. Дисс… докт. ист. наук. — М., 2015. — С. 211—212.
11. 1 2 3 4 5  Хавкин Б. Л. Немецкое антигитлеровское Сопротивление 1933—1945 гг. как фактор международных отношений. Дисс. докт. ист. наук. — М., 2015. — С. 213.
12. ↑  Новочеркасская тюрьма. Дата обращения: 28 марта 2019. Архивировано 28 марта 2019 года.
13. ↑  Хавкин Б. Л. Немецкое антигитлеровское Сопротивление 1933—1945 гг. как фактор международных отношений. Дисс… докт. ист. наук. — М., 2015. — С. 214.
14. ↑  Заключение о реабилитации в отношении генерала артиллерии В. фон Зайдлитц-Курцбаха. 23 апреля 1996 г. | Документы XX века. doc20vek.ru. Дата обращения: 18 октября 2018. Архивировано 26 августа 2019 года.